# ALDOB
ALDOB (англ. Aldolase, fructose-bisphosphate B) – білок, який кодується однойменним геном, розташованим у людей на короткому плечі 9-ї хромосоми. Довжина поліпептидного ланцюга білка становить 364 амінокислот, а молекулярна маса — 39 473.
| 10         |  | 20         |  | 30         |  | 40         |  | 50         |
| ---------- |  | ---------- |  | ---------- |  | ---------- |  | ---------- |
| MAHRFPALTQ |  | EQKKELSEIA |  | QSIVANGKGI |  | LAADESVGTM |  | GNRLQRIKVE |
| NTEENRRQFR |  | EILFSVDSSI |  | NQSIGGVILF |  | HETLYQKDSQ |  | GKLFRNILKE |
| KGIVVGIKLD |  | QGGAPLAGTN |  | KETTIQGLDG |  | LSERCAQYKK |  | DGVDFGKWRA |
| VLRIADQCPS |  | SLAIQENANA |  | LARYASICQQ |  | NGLVPIVEPE |  | VIPDGDHDLE |
| HCQYVTEKVL |  | AAVYKALNDH |  | HVYLEGTLLK |  | PNMVTAGHAC |  | TKKYTPEQVA |
| MATVTALHRT |  | VPAAVPGICF |  | LSGGMSEEDA |  | TLNLNAINLC |  | PLPKPWKLSF |
| SYGRALQASA |  | LAAWGGKAAN |  | KEATQEAFMK |  | RAMANCQAAK |  | GQYVHTGSSG |
| AASTQSLFTA |  | CYTY       |  |            |  |            |  |            |

A: Аланін

C: Цистеїн

D: Аспарагінова кислота

E: Глутамінова кислота

F: Фенілаланін

G: Гліцин

H: Гістидин

I: Ізолейцин

K: Лізин

L: Лейцин

M: Метіонін

N: Аспарагін

P: Пролін

Q: Глутамін

R: Аргінін

S: Серин

T: Треонін

V: Валін

W: Триптофан

Кодований геном білок за функціями належить до ліаз, фосфопротеїнів. 
Задіяний у таких біологічних процесах, як гліколіз, ацетилювання. 
Білок має сайт для зв'язування з Шиффовими основами. 
Локалізований у цитоплазмі, цитоскелеті.